# Гурули, Александр Гиевич
Алекса́ндр Ги́евич Гуру́ли (груз. ალექსანდრე გიას ძე გურული; 9 ноября 1985, Тбилиси, СССР) — грузинский футболист, полузащитник. Выступал за национальную сборную Грузии.

## Карьера

### Клубная
Воспитанник французского клуба «Олимпик Лион», провёл 77 матчей и забил 7 мячей за молодёжный состав. 21 сентября 2008 года подписал контракт с украинским клубом «Карпаты» из Львова, получил 99-й номер. Дебютировал за «Карпаты» 28 сентября 2008 года в матче «Заря» — «Карпаты» (1:0). 15 февраля 2012 года стало известно, что футболист отравится в аренду на полгода в клуб высшего дивизиона грузинского футбола ФК «Дила». После возвращения с аренды контракт с футболистом был расторгнут и надан статус свободного агента. После чего футболист вернулся на родину в клуб который тренирует в данный момент его отец «Динамо» (Батуми). Затем перешёл в ФК «Зестафони». В феврале 2014 года подписал контракт с солигорским «Шахтёром».
В сентябре 2015 перешёл в азербайджанский АЗАЛ.
В 2016-2017 выступал за грузинскую команду «Шукура» из Кобулети, которую возглавлял его отец Гия Гурули.

### В сборной
Выступал за юношескую и молодёжную сборную Грузии, за последнюю провёл 4 матча и забил 1 гол.

17 ноября 2010 года дебютировал за национальную сборную Грузии в выездном товарищеском матче против сборной Словении, в котором отличился голом.

## Достижения
- Обладатель Кубка Грузии (1): 2011/12
- Серебряный призёр чемпионата Грузии (2): 2012/13, 2014/15
- Бронзовый призёр чемпионата Белоруссии (1): 2013/14

## Личная жизнь
Сын футболиста Гии Гурули. Летом 2010 года женился.